# Warren Norris
Warren Norris (* 19. September 1974 in St. John’s, Neufundland) ist ein ehemaliger kanadischer Eishockeyspieler, der auf der Position des Centers spielte.

## Karriere
Norris begann seine professionelle Eishockeylaufbahn im Team der University of Massachusetts in der National Collegiate Athletic Association und wechselte 1996 in die American Hockey League. Ende der 1990er Jahre wurde er zweimal ins kanadische Nationalteam berufen, wo er in 73 Spielen 53 Punkte verbuchte. Nach mehreren Jahren in der International Hockey League wagte er im Jahr 2000 den Sprung nach Europa, spielte zunächst für den britischen Club Sheffield Steelers und den slowakischen Club HC Slovan Bratislava, ehe er 2003 zu den Graz 99ers kam, wo er schnell zum Publikumsliebling avancierte.
Die Saison 2004/05 wurde seine erfolgreichste. Er erzielte 40 Tore in 44 Spielen und stellte damit den Saisonrekord auf. Nachdem er 2006 den HC Lugano in den Playoffs verstärkt hatte, kam er zum EC KAC. Seine erste Saison für den neuen Club war noch durchwachsen, erst 2007/08 konnte er seine Qualitäten wieder zeigen, sodass der EC KAC den Vertrag mit ihm im Frühjahr 2008 um weitere zwei Jahre verlängerte. Zusammen mit Gregor Hager war er in der Spielzeit 2007/08 vor allem auch in Unterzahl gefährlich und brachte es auf insgesamt zwei Unterzahltore und drei ebensolche Vorlagen. In der Saison 2008/09 wurde er mit dem EC KAC österreichischer Eishockeymeister. Zur Saison 2009/10 kehrte er zu den Graz 99ers zurück, für die der Linksschütze noch zwei Spielzeiten aktiv war, wonach er schließlich seine Profilaufbahn beendete.

## Sonstiges
- Sein älterer Bruder ist Dwayne Norris, der bis zum Ende der Saison 2007/08 aktiv in der DEL spielte. Dessen Sohn, Josh Norris, ist ebenfalls als Eishockeyspieler aktiv.
- In der Saison 2005/06 wurde Warren Norris am 15. Oktober 2005 während eines Heimspiels der Graz 99ers gegen den EC Red Bull Salzburg von Patrick Harand gegen die Bande gecheckt. Er musste mit einer Atemlähmung und einer Gehirnerschütterung noch auf dem Eis künstlich beatmet werden und wurde umgehend ins Krankenhaus gebracht. Seine Genesung nahm drei Monate in Anspruch.
- Der Spitzname von Warren Norris lautet „Chuky“.

## Erfolge und Auszeichnungen
- 2005 Bester Torschütze der EBEL-Saison 2004/05
- 2006 Schweizer Meister mit dem HC Lugano
- 2008 Beste Plus/Minus-Bilanz der EBEL-Saison 2007/08
- 2009 Österreichischer Meister mit dem EC KAC

## Karrierestatistik
(Legende zur Spielerstatistik: Sp oder GP = absolvierte Spiele; T oder G = erzielte Tore; V oder A = erzielte Assists; Pkt oder Pts = erzielte Scorerpunkte; SM oder PIM = erhaltene Strafminuten; +/− = Plus/Minus-Bilanz; PP = erzielte Überzahltore; SH = erzielte Unterzahltore; GW = erzielte Siegtore; 1 Play-downs/Relegation; Kursiv: Statistik nicht vollständig)